# 本多猪四郎
本多 猪四郎（、1911年〈明治44年〉5月7日 - 1993年〈平成5年〉2月28日）は、日本の映画監督。山形県東田川郡朝日村（現：鶴岡市）出身。東宝特撮をはじめとする数多くの映画を演出した。
亥年生まれの四男であったことから「猪四郎」と命名された。名前の読みを「いのしろう」とした書が多く出版されており、また本人もニックネームで「いのさん」「いのしろさん」などと呼ばれることが多かったが、正しい読みは「いしろう」。その影響を受けたためか、海外の文献でも"Ishiro"と"Inoshiro"が混在している。また、自身のシンボルマークとして、台本などには「ゐ」と記していた。

## 経歴

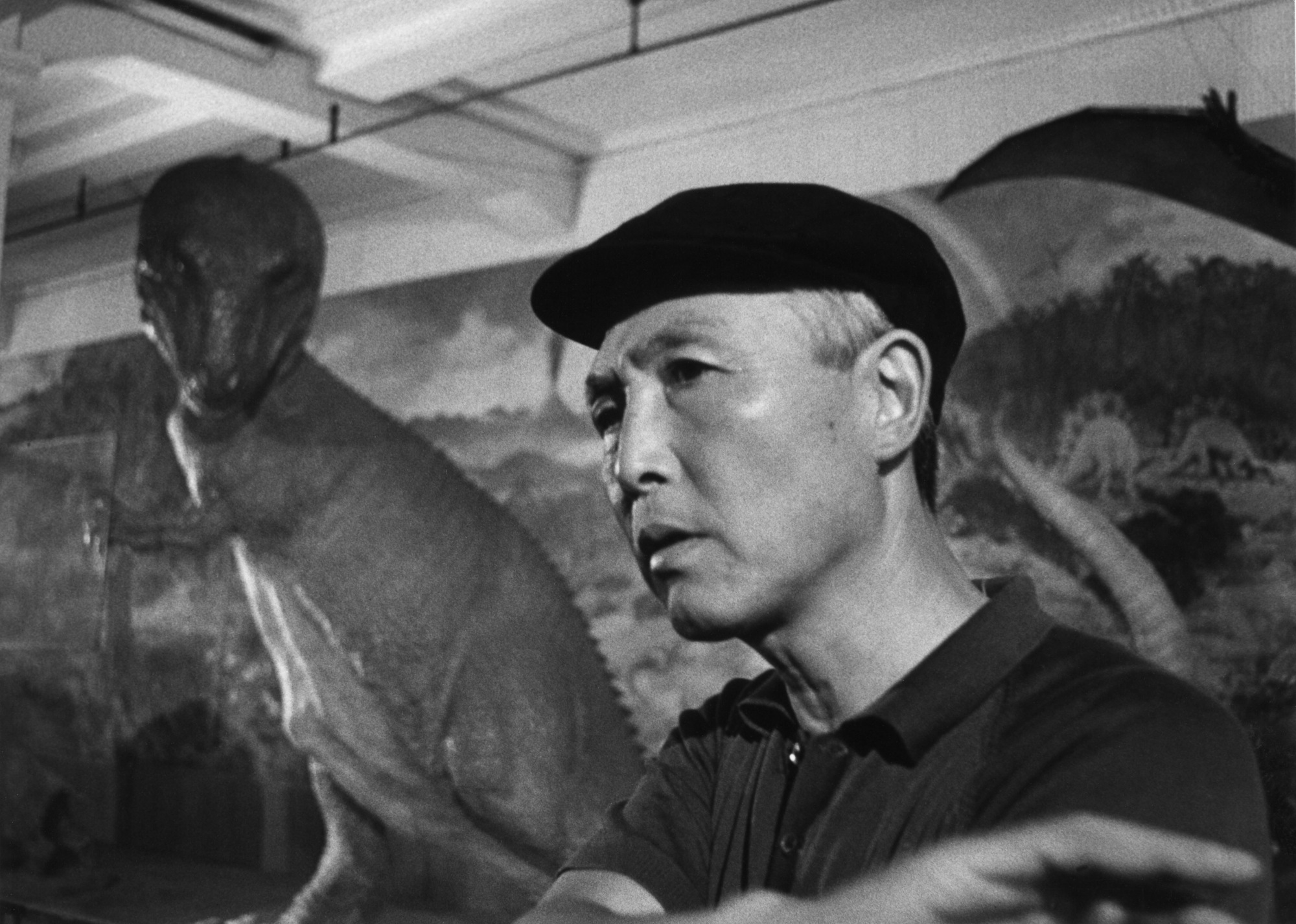
ロケ地の国立科学博物館にて1965年

山形県鶴岡市湯殿村七五三掛、湯殿山注連寺一山本多龍傳院（ほんだりゅうでんいん）住職である父・本多芳寛と母・本多みよの末っ子として生まれる。3人の兄と姉1人がいる。
10歳の時に父親が東京都高井戸にある医王寺住職となるため上京し、杉並区立高井戸小学校に転校する。その後神奈川県に引っ越し、攻玉社中学校に入学。小学生時代より映画を愛好しており、観続けているうちに自身も映画を作る職業に就きたいと考えるようになった。
1931年（昭和6年）に新設された日本大学芸術学部映画科の第1期生として入学。22歳の時に同大学の講師である森岩雄の勧めで映画研究会の金曜会に入会。さらに、森の誘いにより卒業目前の1933年（昭和8年）8月にPCL（東宝の前身）に入社し、1934年（昭和9年）に大学を卒業。山本嘉次郎や成瀬巳喜男の助監督につく。同期で山本門下の黒澤明や谷口千吉は親友である。1939年（昭和14年）3月にはスクリプターの山崎きみ（本多きみ）と結婚。
入社後には3度徴兵された。特に最初に入営した歩兵第1連隊では将校が二・二六事件を起こしたことから、事件後の部隊が満洲に送られてしまい、通常2年で済む現役が長引いた。復帰後は軍に再召集され、日中戦争に従軍。終戦は中国で迎え、半年間捕虜となっていた。この間、本多の兄弟はすべて他界していた。1946年（昭和21年）、中国から引き上げてきた本多は汽車で帰郷中に原爆で壊滅した広島を目の当たりにし、強い衝撃を受けた。
8年間も軍にいたため、山本門下の3人のうち最も古参だったにもかかわらず、監督昇進は黒澤（1943年『姿三四郎』）、谷口（1947年『銀嶺の果て』）に先を越される形となっていた。1949年（昭和24年）、短編ドキュメンタリー『日本産業地理大系第一篇 国立公園伊勢志摩』で監督デビュー。本作は日本で初めて、本格的な水中撮影が行われた。1951年（昭和26年）、本多が40歳の時にようやく『青い真珠』で劇映画を初監督する。
『太平洋の鷲』以降円谷英二とのコンビで多くの特撮映画を監督した。1954年（昭和29年）の『ゴジラ』は全米で大ヒットを記録したため、一躍世界に名を知られる映画監督となる。本多自身も『ゴジラ』を監督していなければ全く違う人生を歩んでいただろうとしている。なお、『ゴジラ』では真夏の海上ロケを敢行したが、巡視船の上で上半身裸となって撮影に挑んだため、日焼けしすぎて背中に水ぶくれが出来てしまい、後年もその名残の染みだらけであったという。
1957年（昭和32年）の『地球防衛軍』はMGM配給、1958年（昭和33年）の『美女と液体人間』、1959年（昭和34年）の『宇宙大戦争』、1961年（昭和36年）の『モスラ』はコロムビア映画の配給、1962年（昭和37年）の『キングコング対ゴジラ』と1967年（昭和42年）の『キングコングの逆襲』はユニバーサル映画配給、1965年（昭和40年）の『怪獣大戦争』と1966年（昭和41年）の『フランケンシュタインの怪獣 サンダ対ガイラ』はユナイテッド・プロダクションズ・オブ・アメリカ配給で全米公開されるなど、担当した作品のほとんどが海外で公開された。なお、『キングコング対ゴジラ』では撮影中に斜面を30メートルも滑落してしまったが、負傷した腕を吊りながら撮影を続行したという。
しかしながら、プロデューサーの田中友幸からの評価は低く、1962年の『妖星ゴラス』の際に、「あなたの演出はおとなしすぎるという意見が多く、この作品の監督を任せるについても強い抵抗があった。その辺を十分に考えて返事をしてもらいたい。どうしても、そういう演出が出来ないというなら断ってくれていい。前々からそういう意見があって、私もそれには同感だ」（本多猪四郎の日記より）と辞退を勧められたという。
1965年に他の監督に先駆けて東宝専属契約を解除されフリーとなり、1967年の『新婚さん』からはテレビシリーズの監督も行うようになる。『ゴジラ・ミニラ・ガバラ オール怪獣大進撃』では、予算の都合などから本編・特撮1班体制となり、本多が特撮監督も兼ねる形となったが、中野昭慶によれば実際には監督助手の中野が特撮を手掛けており、本多は子役と怪獣が絡む場面のみ担当したという。東宝チャンピオンまつりで公開された過去の作品の再編集版は、本多自身が編集を行った。
1971年（昭和46年）に東宝を正式退社。円谷との縁から『帰ってきたウルトラマン』や『ミラーマン』などの円谷プロダクション製作によるテレビ作品の監督を務めていた。
1975年（昭和50年）の『メカゴジラの逆襲』を最後に監督作品はなく、その後はゴルフ場で再会した黒澤明の勧めで『影武者』以降の黒澤の映画を演出補佐として支えた。その主な仕事は子役を含めた演技指導やリハーサルの代行。1990年（平成2年）の『夢』ではそれ以外にB班の監督や特殊効果面の指揮も務めていた。70代を迎え助監督陣と大幅に年齢差が生じた黒澤の、同世代の補佐役として非常に重宝された。
現場への貢献度から『影武者』では共同監督としてのクレジットを黒澤から打診されるも固辞している。
『まあだだよ』の撮影終了後、風邪をこじらせ1993年（平成5年）2月28日午後11時30分に呼吸不全のため、東京都世田谷区の病院で死去（享年81歳）。本多の墓には次のような言葉を刻んだ碑が立っている。
妻のきみは2018年（平成30年）11月3日に死去した（享年100歳）。

## 作風

### 撮影

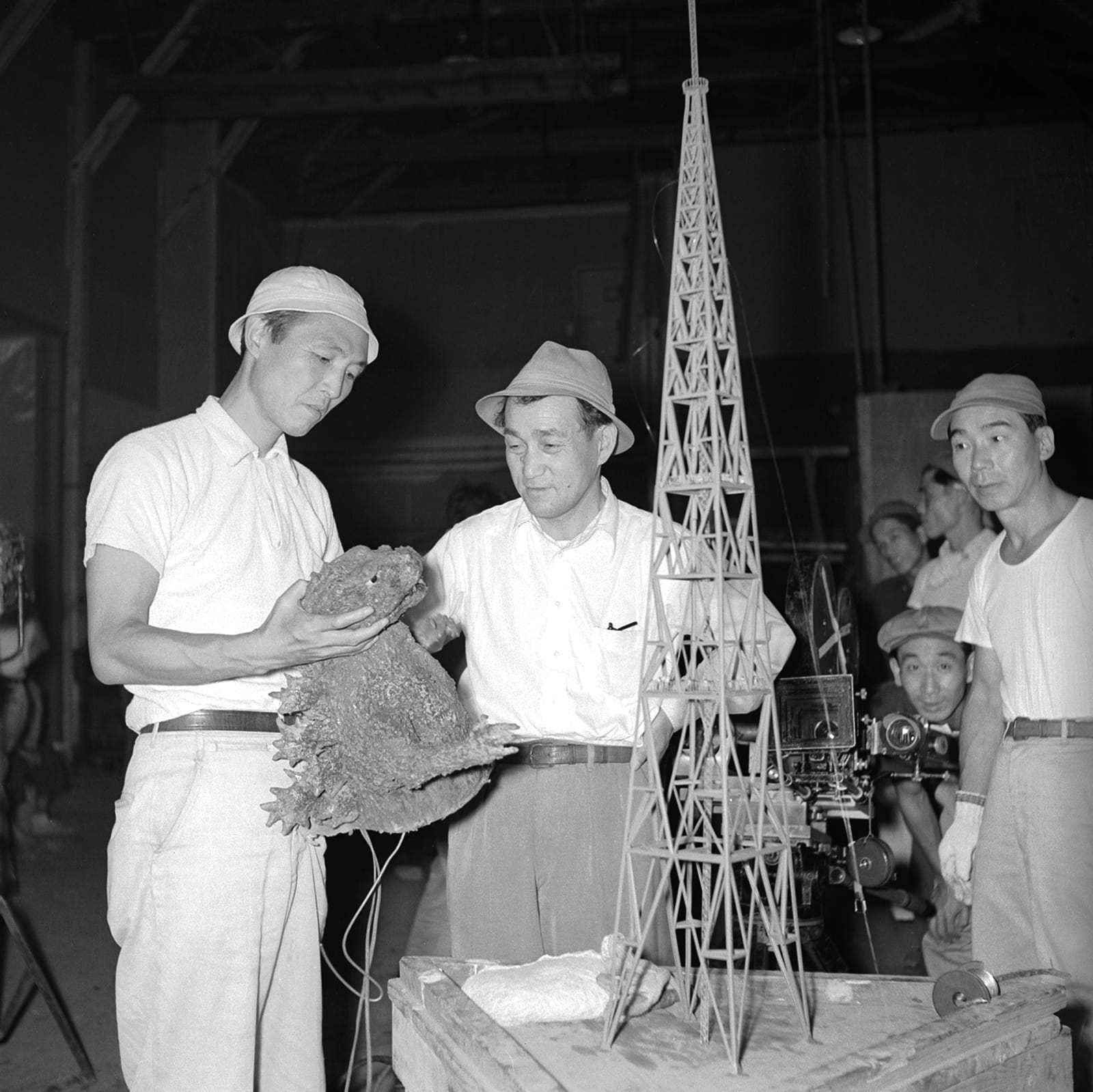
『ゴジラ』のセットで（1954年）左端、半袖シャツが本多猪四郎。その隣で腰に手を当てているのが円谷英二である。その奥でカメラの後ろにいる人物は有川貞昌。

撮影技術、映画効果としての“特撮”に関わり続けた映画監督である一方、メロドラマ、サラリーマン喜劇、歌謡映画など幅広い作品がある。黒澤明が自分の作品に対して予算や時間のオーバーも辞さず、テーマや納得できる映像を追求した芸術家タイプだったのに対して、本多の作品は会社の求める企画を予算や時間を守って仕上げる職人タイプであった。『ゴジラ』もそうした会社から提示された企画の1つである。そんな黒澤と本多の違いを表現した言葉にこんなものがある。「“飯を作れ”というと、黒澤は食べきれないほどのフルコースを用意する。本多は綺麗に重箱に詰めてくる」
器用に何でもこなすことから、「本多ジアスターゼ」とあだ名されていた。
ドキュメンタリー映画を愛好しており、厳密にはドキュメンタリーではないとしつつ映画『アラン』から影響を受けていると述べている。田中友幸によれば、本多は元々記録映画の制作を志望していたといい、『ゴジラ』も怪獣や人々の行動を丹念に捉えているためゴジラが実在しているかのようであったと評している。本多自身は、映画はドキュメンタリーのようにテーマを全面に出すのではなく、見る人が楽しむことを重視していたと述べている。
演出は概して淡々として破綻がなく堅実である。特撮映画では最大の見せ場である特撮シーンに水を差すことなく、あくまで一歩下がった位置を守っている。本多は、特撮映画では本編と特撮の区分が見分けられないのが理想であるとしており、ドラマは特撮が効果的に生かされるよう仕立てなければならないとしつつも、ドラマ部分をないがしろにしてもならないと述べている。
怪獣からの避難者や原住民の踊りなど、群衆シーンにも定評がある。特技監督の中野昭慶によれば、群衆が逃げるシーンでの「緊急事態に出動する消防隊」「交通整理する警察官」「風呂敷を抱えて逃げる人々」といった描写は現実的ではないが、本多はそういったものを映すことで日常性を出すことを重視していた。俳優の土屋嘉男によると、本多の作品での警察官が避難民の交通整理をしているシーンに対して黒澤明は自分が演出するなら「警察官でも真っ先に逃げるようにする」と言ったが、同時に本多の演出を「猪さんの良心」と評し、本多が警察官の立場であれば「絶対に逃げなくて、交通整理をやる」と本多自身の人柄の現れであることを語っていたという。『モスラ』に出演した小泉博は、本多は同作品での橋の上で赤ん坊を助けるシーンに力を入れていたと証言しており、本多の人柄が出ていたと述べている。これについて本多は、逃げない警官は士官としての戦争体験が元になっているという。また、自身の戦争体験から戦争で一番困るのは大衆だと感じており、「民衆のいない怪獣映画は嘘だと思う」と述べている。
本多が特撮映画の演出でこだわったのは、超常現象を目の当たりにしての、演技者の目線の統一だった。俳優を決める際には、「子供が見る映画だからといって、真剣に演じられない人は私の映画には出てもらわなくて結構」と述べ、特撮映画に疑問を持つ俳優はどんなにいい役者でも初めから使わなかったと述べている。佐原健二によれば、俳優の演技に関しては、特撮主体の映画で見られがちなオーバーアクションを極力避け、あくまで抑えた自然体で演じるよう指導されたという。『メカゴジラの逆襲』などに出演した伊吹徹も、本多の作品では宇宙人でも背景がしっかり描かれ、宇宙人役の俳優にもリアルな人間像を要求していたと証言している。また、伊吹によれば、本多は映画的な表現と舞台的な表現を使い分けていたという。
『ゴジラ』では、自身の戦争体験が下敷きになっているといい、ゴジラを単なる生き物ではなく原爆を象徴する存在として描いている。また、従軍経験から、銃で撃たれても当たりどころによっては即死にならない、銃を持った相手から銃を奪うなどのリアリティを重視している。『地球防衛軍』は、冷戦下において人類が団結する方法を描いた1つの答えであったと述べている。『海底軍艦』では、戦時中の思想を残した神宮司大佐の立場から描くことはできなかったといい、その主張をつきつめていけば敵であるムウ帝国と同じ形になってしまうと危惧していた。『ゴジラ』以来多くの作品で助監督を務めた梶田興治は、本多は中国で様々な体験をしたことから、その作品には独特の死生観があると評しており、年上の円谷もその繊細さには敬意を払っていたと証言している。
中野によれば、本多は「映画は自然を背景にできる唯一の芸術」だという持論を持っており、自然を意識しすぎずあくまで人間の後ろにすることを重視していた。また、「ロングショットが映画の魅力を決める」とも述べており、ロングで撮って面白くないものは寄ってもだめだと語っていたという。屋内の描写においては、「床があって初めて部屋になる」としており、不自然なアオリの画よりも床を映すことを心がけていた。
『ゴジラ』『ガス人間第一号』『怪獣大戦争』『メカゴジラの逆襲』など、特撮映画においても恋愛要素を描いているのが特徴である。本多は、宇宙人やサイボーグであっても相手を好きになったら男女の恋は成立するとの持論を述べている。一方で、本多自身は恋愛描写が苦手だと述べており、過剰に膨らませずリアルなタッチにしていたことが逆に良かったのではないかと語っている。大林によれば晩年の本多が撮りたがっていた映画は、若い男女の恋愛を描いた映画であったという。
喜劇的な作品についても、意図的に喜劇にしようとはせず、まじめに一生懸命やっていることが滑稽に見えるよう描いていた。
照明技師の高島利雄によれば、本多は地方ロケを好んでおり、旅先での食事について語っていたという。梶田や『メカゴジラの逆襲』で助監督を務めた浅田英一は、本多は山中のロケで率先して登っていくなどアクティブな面もあったと証言している。中野は、本多は暇さえあれば山を駆け回っていたゆえに、よく怪我をしていた印象であったと語っている。
現場では終始にこやかであり、スタッフや俳優を怒ることなどは一度もなかったという。性格のきわめて温厚であることは関係者に異論がない。梶田は、本多が太平洋戦争中に軍隊で多くの兵隊の命を預かって指揮していた経験からか、非常に誠実で泰然自若としていたと語っている。俳優の加藤茂雄も、本多は軍隊経験が長かったため穏やかでも度胸が座っていたと述べている。美術の跡見昭は、本多について穏やかな印象であったといい、他の監督のような癖もなかったと述べている。特技監督の中野昭慶は、子供と動物の扱いもうまかったと証言している。『モスラ』に子役として出演した田山雅充は、本多について第一印象は漫画の悪役のような顔と感じたが、実際には優しかったと述懐している。
ゴジラシリーズについては、「ゴジラを東宝チャンピオンまつりの仲間にしていてはいけない」と述べていたといい、ゴジラが初代から変質していったことに悔しさを感じていたという。本多はチャンピオンまつり以前の『キングコング対ゴジラ』の時点から抵抗があったといい、ぬいぐるみの中に人がいることがわかるような擬人化は良くないと述べている。『三大怪獣 地球最大の決戦』でも、ゴジラたち怪獣が対話する擬人的な描写には否定的であったが、割り切って演出したと述懐している。最後に手掛けた『メカゴジラの逆襲』では、「ゴジラ再生につながる作品にしたい」と語っていた。『メカゴジラの逆襲』で脚本を手掛けた髙山由紀子によれば、本多は打ち合わせでゴジラの動きを説明する際に自らゴジラの真似を行っていたといい、高山は本多がゴジラの重厚さを大切にしていることを感じたと述べている。
山本嘉次郎から「シナリオの書けない監督はいない」と教えられたことにより、自身で脚本を執筆することも多い。脚本家が執筆したものも文章を直して徹底的に自分のものにしていたといい、脚本家とともに籠もって修正することもあったという。一方で、セリフについては俳優の判断を重要視しており、自身で執筆したものでも感情を込めることができない説明的なセリフや段取り的な絡みは撮影段階で積極的に変えていった。
台本の裏表紙には、戦時中に中国の寒村に立てられていた石碑に刻まれていた漢詩を書き記していた。この詩には、撮影期間中にカラフルな縁取りが施され、撮影終了時に本多の名が入れられて完成となる。中野によれば、本多はこれを毎作品正確に繰り返していたが、なぜ行っていたかはわからないままであったという。
撮影は、ストーリーの進行に合わせた順撮りは行わず、撮影日数をオーバーすることもほとんどなかった。一方で、予算については東宝からことあるごとに縮小を求められていたといい、『キングコング対ゴジラ』以降は予算のかかる冒険的な画は控えるようになっていった。

### スタッフ
監督作品は当初は自分自身の手筆だったが、中期に入ると脚本家まかせである。そんな本多作品の主な執筆者として馬淵薫、村田武雄、関沢新一がいる。ただし、クレジットされなくても、監督自身が加筆・修正していた。映画音楽は伊福部昭、佐藤勝。晩年の演出補佐作品では池辺晋一郎が担当した。
また、特撮作品では円谷英二、有川貞昌、中野昭慶らが特殊技術、特技監督としてビジュアルイメージを支えた。円谷とは、本多が助監督を務めた『加藤隼戦闘隊』が最初の出会いであったが、本多は円谷が手掛けた『ハワイ・マレー沖海戦』を観賞していたことから特撮に興味を持ち、作品のことよりも特撮について円谷に質問をしていたという。中野は、日大芸術学部の実習生として参加した『夜間中学』で本多と出会っていたが、特技監督として組んだのは『メカゴジラの逆襲』のみであった。特殊美術の青木利郎によれば、本多はよく特撮の現場を訪れスタッフにも声をかけていたといい、特撮スタッフも大事にしていたという。中野によれば、「映画はみんなで楽しく作るもの」「特殊な映画だという照れを絶対に持たない」という2点が特撮映画での本多の基本姿勢であったといい、特撮班との打ち合わせでは「いつもの通り楽しくやりましょう」と最初に挨拶するのが恒例であった。
ほかのスタッフは、一貫して東宝で製作していたことも含めれば、撮影の山田一夫、小泉一、完倉泰一、美術の北猛夫、録音の矢野口文雄、整音の下永尚、チーフ助監督の梶田興治らが本多作品を支え、演出補佐後はB班撮影の上田正治、監督助手の米田興弘らが支えていた。特に梶田・有川・小泉らとはツーカーの関係であったという。
黒澤明とは生涯の友であったことで知られる。黒澤組の常連でもあった土屋嘉男によれば、本多と黒澤とは兄弟分のような仲であったという。妻のきみによれば、黒澤から電話で呼ばれるとすぐに飛んでいったといい、きみと黒澤が同時に倒れたら黒澤の方へ行くだろうと思えるぐらい、常人の理解を超えた友情があった。上記のエピソードのほか、黒澤の誕生日に監督勢が集まった際、本多は『ゴジラ』を撮っていることを恥じる素振りを見せていたが、黒澤は「ゴジラはアメリカの百科事典にも出ている」と褒め称えるなど、本多の仕事を評価していた。また、土屋は黒澤の家に居候していた際に「あまりおかしな映画には出るな」と釘を刺されたが、併せて「猪さんの作品なら出てもいい」と言われ『地球防衛軍』に出演したという。女優の川口節子は、本多が現場にいると普段は怖い黒澤もニコニコしていたと証言している。
東宝争議のころは、撮影所の近くに住んでいたことから本多の家がスタッフらの溜まり場となっていた。新東宝設立の際には市川崑から誘いを受けていた。
特技監督の川北紘一は、本多について優れた作家であると同時に人を奮い立たせたりやる気を起こさせる演出家であったと評しており、人を包み込む人間的な暖かみを感じられるので周りから慕われていたと述べている。川北も『流星人間ゾーン』では本多にうまく乗せられたと述懐している。
カメラマンの玉井正夫は、借家時代に隣に住んでいたことがあり、家族ぐるみの付き合いであった。下永とは、中学生時代にロシア音楽評論家の中根広の元で出会っており、下永が東宝に入社してから家族ぐるみの付き合いになったという。
本多を師とする大林宣彦監督による『漂流教室』と『異人たちとの夏』にカメオ出演したことがある。

### 俳優
本多は、使いやすい俳優・使いにくい俳優というものはあってはいけないとの持論を持っており、映画は監督が自信を持って全責任を負うことで統一がとれるものであり、ただ威張るのではなく役者がリラックスして演じられるようツーカーの関係になることが重要であると述べている。
1951年の『青い真珠』から、1962年の『妖星ゴラス』まで池部良を主役として起用し、1954年の『ゴジラ』から1969年の『緯度0大作戦』までは宝田明を、1953年の『続思春期』から、1970年の『ゲゾラ・ガニメ・カメーバ 決戦!南海の大怪獣』までは久保明をそれぞれ起用。佐原健二は『ゴジラ』では記者の役として出演、その後1956年の『空の大怪獣 ラドン』から1966年の『フランケンシュタインの怪獣 サンダ対ガイラ』まで6本の映画で主役を務め、それ以外でも脇役として数多くの作品に出演。その他、高島忠夫（3本）、夏木陽介（2本）。佐原は、自身のデビュー作が本多の監督した『さらばラバウル』で、本多の遺作となった『メカゴジラの逆襲』にも出演したことから、自身の俳優人生は本多によって作られたと述べている。
池部、佐原、宝田、久保と共に志村喬も本多作品には不可欠な存在であり、デビュー作『青い真珠』から1965年の『フランケンシュタイン対地底怪獣』、演出補佐作品の『影武者』まで数多くの作品に参加。『ゴジラ』の山根恭平博士を演じたのを機に東宝特撮映画には欠かせない名脇役となった。志村は、本多と同じ成城に住んでいたため、家族ぐるみの付き合いがあったという。
『さらばラバウル』で初出演を果たし『ゴジラ』で芹沢博士を演じた平田昭彦はこれを機に本多作品、東宝特撮映画に欠かせない存在となり、『メカゴジラの逆襲』では芹沢博士の正反対の真船博士を演じた。
土屋嘉男は『地球防衛軍』でミステリアンのボスを演じたことで悪役の名をあげ、『怪獣大戦争』のX星人の統制官で人気をさらに博す。出演作の大半は悪役を占めている。土屋は、本多について「自由にやらせてくれた」と述べている。本多は、土屋のように好きな人が好きな役をこなすと気持ちが画面に出ると評している。
演技指導に関しては、積極的に自ら模範演技をしてみせたという。『ゴジラ』などに出演した俳優の宝田明は、本多の説明は懇切丁寧であったと述べている。女優の若林映子は、本多について細かい指示はせずに俳優の資質を引き出すのがうまかったと評している。伊吹徹も、本多は役者の本質を見抜くのが早く、それぞれの個性を丁寧に引き出していたと述べている。セリフは脚本に忠実であることが基本でアドリブはほとんどなかったが、助監督の谷清次はアドリブを入れるような作品ではなかったと述べている。
小泉博によれば、本多は大部屋俳優にもそれぞれ役をつけるなど東宝の専属俳優を大切にしていたといい、俳優たちからの人気が高かったと証言している。加藤茂雄も役者部屋に来て自分から役者と親しくなろうとする監督は本多だけであったと述べている。ゴジラなど怪獣のスーツアクターを務めた中島春雄は、特撮セットの飾り付けを待っている間に本多から本編に呼ばれ、目立つところに出演させてくれたと述懐している。本多は、当時の大部屋俳優らは細かい指示を出さずとも自分たちで役作りを行っていたといい、そうした熱気が作品を盛り上げていったと語っている。
会議のシーンではベテランの俳優陣でも役の中での競い合いがあったといい、そうした楽しみながら張り合い映画を作り上げていくことが職業人として燃え上がることであったと述べている。
毎年正月は、本多の自宅に数十人のスタッフやキャストが招かれパーティを開いていたという。

## 人物

### 趣味趣向
好きな言葉は「初心忘るべからず」。食べ物の好き嫌いはない。好きな色は緑色で、本多は5月生まれであることからそのイメージから来ていると述べている。草花も好んでおり、自宅の庭にはカサブランカを植えるなどしていた。
趣味はゴルフだが、本多自身は映画が趣味であるとも述べている。きみによれば、散歩の途中で突然映画を観たくなり食事もせずに鑑賞していたり、見逃した映画を三番館まで追いかけることもあったという。また、子供と映画を観に行く際も自身の観たい映画を優先していた。本多は、好きなものに対しては疲れることがないといい、疲れたということは飽きたということだとの持論を持っていた。
晩年には俳句や絵も嗜んでいた。きみによれば、本多は1人でいることを好んでいたので、1人でできることが良かったのではないかと述べている。

### 映画に対する想い
本多の幼少期の映画は、見世物的なものから1つのテーマを語るものへと発展していった時期であり、本多は従来の芸術が展覧会などで個人に見せる1対1のものであったのに対し、映画は大衆に向けて語りかけられることを魅力に感じたと語っている。特にF・W・ムルナウ監督のドイツ映画『最後の人』から強く影響を受けている。
映画以外では科学を愛好しており、小学生時代には『子供の科学』や『科学画報』などの雑誌を愛読していた。ただし、好んでいたのはどのようにして現象が起こるかを解き明かす自然科学の分野であり、化学式などは苦手であった。また、珍しいもの好きであったことから、中学生時代には近所の畑や切り立った崖などで縄文時代や弥生時代の土器や矢尻を探すのも好んでいた。
科学に対しては、有用な発明がある一方でその使い方には科学者が責任を持って自制しなければならないとの考えを持っており、『ゴジラ』など自身の作品にもその想いを込めている。
映画にはその時代ごとの国の工業力が関係しているとの持論を持っており、『地球防衛軍』ではドームの素材など新しい材料を探すのに苦労したと語っている。後年のインタビューでは、フランシス・コッポラが来日した際にソニーの工場やNHKの技術研究所などを見学していたことを例に挙げ、海外に比べ日本の映画界では予算をかけられず、自国の技術を映画に活かせていないことを問題視していた。
テレビ業界に対しては、視聴率を重大であるかのように扱って視聴者を大事にしない姿勢や俳優を思い上がらせるような使い方をしていることなど、否定的な意見を述べている。テレビ業界を舞台とした『キングコング対ゴジラ』ではそういったイメージに対する皮肉を込めているという。
助監督としてついた山本嘉次郎からは、映画監督としてのものの見方などに影響を受けたという。
復員直後は体調を崩していたこともあり、山本から本社への異動を勧められたが、本多は生活が苦しくても撮影所から離れたくないとしてこれを固辞したという。
世の中に「悪人」はおらず、そうならざるを得ない環境にいただけだという持論を持っていたため、ヤクザ映画やエログロものは「撮れない」「作りたくない」と述べていた。

### 日常生活
妻きみとの出会いは、本多が最初の派兵から復帰した際に、懇意にしていた編集の岩下広一から紹介されたのがきっかけであった。本多は、自身にないものを持っているからという理由で結婚を申し込んだという。黒澤をはじめ周囲は水と油の性格である2人の結婚に反対していたが、師である山本嘉次郎に背中を押され結婚を決めた。プロポーズの際にきみは「貧乏だけはいや」と言い本多は「絶対にさせない」と返したが、きみは実際の結婚生活は後年のフォークソング『神田川』のようであったと述懐している。本多は、きみが臨月の際に再び召集され、生まれたばかりの長男を置いて出征することとなった。本多が不在の間は黒澤が様子を見に来るなど、周囲に支えられていたという。
きみは、本多は珍しいほど善良な人物だったが、その代わり世辞には疎く手がかかることも多く、日常生活を送るにはかわいそうなくらい純粋な人であったと評している。病院や店の中に入るなど、扉を開けて入るという行為が苦手であったといい、服を買うにも洋服屋を呼んできみが着せていた。生涯、銀行や郵便局に入ったこともなかったといい、東宝からの契約更新の連絡も本人ではなくきみへ来るようになり、本人はギャラをいくら貰っているか知ることもなかった。
他人と喧嘩をすることはなく、腹を立てることはあったものの、いつまでも腹を立てていては自分がかわいそうだと考えていたという。きみは、こうした考えに至った背景には、僧侶であった父の教えや豊かな自然の中で育ったことがあるのだろうと解釈している。
立っている方が楽であったといい、自宅でも座ることはあまりなかった。
酒は、普段は深酔いしいない程度に嗜んでいたが、人と飲むときは底なしであったといい、一方で撮影が始まるとつきあいの時以外は1滴も飲まなかったなど、状況に応じて飲み方を変えていた。

## 影響
没後には本作品は本多に捧げられた特撮映画として大林監督の『水の旅人 侍KIDS』（1993年）で、主人公の少年の祖父として本多の肖像が用いられた。黒澤組にいた関係で交友があった米田興弘監督の『モスラ』（1996年）でも、同様に本多の写真が用いられている。こちらは、米田が『影武者』で本多と出会ったころの個人スナップである。
本多を師と仰ぐ大林宣彦によれば、黒澤明の映画『夢』に出演していたマーティン・スコセッシが、撮影前のメイクの間中「ミスター・ホンダはどこにいる?」と語り、本多との対面を熱望していたという。後日、スコセッシは本多や黒澤と共に撮影現場で記念写真を撮ったとのことである。
メキシコ出身のギレルモ・デル・トロ監督が子供のころから慣れ親しんできたゴジラシリーズを含む日本の特撮怪獣映画やロボットアニメへのオマージュを込めた2013年のアメリカ映画『パシフィック・リム』では、エンドクレジットに「THIS FILM IS DEDICATED TO THE MEMORY OF MONSTER MASTERS RAY HARRYHAUSEN AND ISHIRŌ HONDA」（この映画をモンスターマスター、レイ・ハリーハウゼンと本多猪四郎に捧ぐ）との献辞が掲げられている。
ゴジラ生誕60周年作品である2014年版『GODZILLA ゴジラ』には、監督のギャレス・エドワーズの案により、1954年版の登場人物である芹沢大助と監督である本多猪四郎からそれぞれ名前を引用した、芹沢猪四郎博士（演：渡辺謙）が登場した。

## 主な作品
参照：

### 映画作品
| 公開年 | 公開年   | 作品名                                     | 制作（配給）                                                       | 脚本                          | 上映時間ほか                                    | 役職         | ポスター |
| ------ | -------- | ------------------------------------------ | ------------------------------------------------------------------ | ----------------------------- | ----------------------------------------------- | ------------ | -------- |
| 1949年 |          | 日本産業地理大系第一篇 国立公園伊勢志摩    | 東宝教育映画                                                       | 本多猪四郎                    | モノクロ スタンダード 20分 短編ドキュメンタリー | 監督         |          |
| 1950年 |          | 生活共同組合                               |                                                                    |                               |                                                 | 監督         |          |
| 1950年 |          | 砂に咲く花                                 | 東宝教育映画                                                       | 本多猪四郎                    | モノクロ スタンダード 不明 短編文化映画         | 監督         |          |
| 1951年 | 8月3日   | 青い真珠                                   | 東宝                                                               | 本多猪四郎                    | モノクロ スタンダード 99分                      | 監督         |          |
| 1952年 | 2月28日  | 南国の肌                                   | 木曜プロダクション （東宝）                                        | 本多猪四郎                    | モノクロ スタンダード 95分                      | 監督         |          |
| 1952年 | 11月27日 | 港へ来た男                                 | 東宝                                                               | 成沢昌茂 本多猪四郎           | モノクロ スタンダード 89分                      | 監督         |          |
| 1953年 | 7月1日   | 続思春期                                   | 東宝                                                               | 井手俊郎 梅田晴夫             | モノクロ スタンダード 89分                      | 監督         |          |
| 1953年 | 10月21日 | 太平洋の鷲                                 | 東宝                                                               | 橋本忍                        | モノクロ スタンダード 119分                     | 監督         |          |
| 1954年 | 2月10日  | さらばラバウル                             | 東宝                                                               | 橋本忍 木村武 西島大          | モノクロ スタンダード 109分                     | 監督         |          |
| 1954年 | 11月3日  | ゴジラ                                     | 東宝                                                               | 村田武雄 本多猪四郎           | モノクロ スタンダード 97分                      | 監督         |          |
| 1955年 | 1月9日   | 恋化粧                                     | 東宝                                                               | 西島大                        | モノクロ スタンダード 82分                      | 監督         |          |
| 1955年 | 6月7日   | おえんさん                                 | 東宝                                                               | 西島大                        | モノクロ スタンダード 100分                     | 監督         |          |
| 1955年 | 7月26日  | 獣人雪男                                   | 東宝                                                               | 村田武雄                      | モノクロ スタンダード 95分                      | 監督         |          |
| 1956年 | 1月22日  | 若い樹                                     | 東宝                                                               | 池田一朗 本多猪四郎           | モノクロ スタンダード 92分                      | 監督         |          |
| 1956年 | 4月18日  | 夜間中学                                   | 日本大学芸術学部 （大映）                                          | 水木洋子                      | モノクロ スタンダード 44分                      | 監督         |          |
| 1956年 | 6月28日  | 東京の人さようなら                         | 東宝                                                               | 本多猪四郎                    | モノクロ スタンダード 61分                      | 監督         |          |
| 1956年 | 12月26日 | 空の大怪獣 ラドン                          | 東宝                                                               | 木村武 村田武雄               | カラー スタンダード 82分                        | 監督         |          |
| 1957年 | 2月19日  | この二人に幸あれ                           | 東宝                                                               | 松山善三                      | モノクロ スタンダード 95分                      | 監督         |          |
| 1957年 | 7月2日   | 別れの茶摘歌                               | 連合プロダクション （東宝）                                        | 本多猪四郎 竹中弘祐           | モノクロ スタンダード 62分                      | 監督         |          |
| 1957年 | 7月9日   | わが胸に虹は消えず                         | 東宝                                                               | 若尾徳平                      | モノクロ スタンダード 第1部:67分 第2部:68分     | 監督         |          |
| 1957年 | 8月25日  | 別れの茶摘歌姉妹篇 お姉さんと呼んだ人      | 連合プロダクション （東宝）                                        | 本多猪四郎 竹中弘祐           | モノクロ スタンダード 67分                      | 監督         |          |
| 1957年 | 12月28日 | 地球防衛軍                                 | 東宝                                                               | 木村武                        | カラー 東宝スコープ 88分                        | 監督         |          |
| 1958年 | 2月11日  | 花嫁三重奏                                 | 東宝                                                               | 若尾徳平                      | モノクロ 東宝スコープ 87分                      | 監督         |          |
| 1958年 | 6月24日  | 美女と液体人間                             | 東宝                                                               | 木村武                        | イーストマン・カラー 東宝スコープ 87分          | 監督         |          |
| 1958年 | 10月14日 | 大怪獣バラン                               | 東宝                                                               | 関沢新一                      | モノクロ 東宝パンスコープ 87分                  | 監督         |          |
| 1959年 | 1月22日  | こだまは呼んでいる                         | 東宝                                                               | 棚田吾郎                      | モノクロ 東宝スコープ 87分                      | 監督         |          |
| 1959年 | 3月21日  | 鉄腕投手 稲尾物語                          | 東宝                                                               | 蓮池義雄                      | モノクロ 東宝スコープ 106分                     | 監督         |          |
| 1959年 | 9月13日  | 上役・下役・ご同役                         | 東宝                                                               | 沢村勉                        | モノクロ 東宝スコープ 89分                      | 監督         |          |
| 1959年 | 12月26日 | 宇宙大戦争                                 | 東宝                                                               | 関沢新一                      | カラー 東宝スコープ 93分                        | 監督         |          |
| 1960年 | 12月11日 | ガス人間第一号                             | 東宝                                                               | 木村武                        | イーストマン・カラー 東宝スコープ 91分          | 監督         |          |
| 1961年 | 7月30日  | モスラ                                     | 東宝                                                               | 関沢新一                      | カラー 東宝スコープ 101分                       | 監督         |          |
| 1961年 | 9月12日  | 真紅の男                                   | 東宝                                                               | 間藤守之                      | カラー 東宝スコープ 89分                        | 監督         |          |
| 1962年 | 3月21日  | 妖星ゴラス                                 | 東宝                                                               | 木村武                        | カラー 東宝スコープ 多元磁気立体音響 88分       | 監督         |          |
| 1962年 | 8月11日  | キングコング対ゴジラ                       | 東宝                                                               | 関沢新一                      | カラー 東宝スコープ 98分                        | 監督         |          |
| 1963年 | 8月11日  | マタンゴ                                   | 東宝                                                               | 木村武                        | イーストマン・カラー 東宝スコープ 89分          | 監督         |          |
| 1963年 | 12月22日 | 海底軍艦                                   | 東宝                                                               | 関沢新一                      | カラー 東宝スコープ 94分                        | 監督         |          |
| 1964年 | 4月29日  | モスラ対ゴジラ                             | 東宝                                                               | 関沢新一                      | カラー 東宝スコープ 89分                        | 監督         |          |
| 1964年 | 8月11日  | 宇宙大怪獣ドゴラ                           | 東宝                                                               | 関沢新一                      | カラー 東宝スコープ 81分                        | 監督         |          |
| 1964年 | 12月20日 | 三大怪獣 地球最大の決戦                    | 東宝                                                               | 関沢新一                      | カラー 東宝スコープ 93分                        | 監督         |          |
| 1965年 | 8月8日   | フランケンシュタイン対地底怪獣             | 東宝 ベネディクト・プロダクション （東宝）                         | 馬淵薫                        | カラー シネマスコープ 90分                      | 監督         |          |
| 1965年 | 12月19日 | 怪獣大戦争                                 | 東宝 ベネディクト・プロダクション （東宝）                         | 関沢新一                      | カラー シネマスコープ 94分                      | 監督         |          |
| 1966年 | 7月31日  | フランケンシュタインの怪獣 サンダ対ガイラ  | 東宝 ベネディクト・プロダクション （東宝）                         | 馬淵薫 本多猪四郎             | カラー シネマスコープ 88分                      | 監督         |          |
| 1966年 | 11月20日 | お嫁においで                               | 東宝                                                               | 松山善三                      | カラー シネマスコープ 84分                      | 監督         |          |
| 1967年 | 7月22日  | キングコングの逆襲                         | 東宝 ランキン＝バス・プロダクション （東宝）                       | 馬淵薫                        | カラー シネマスコープ 104分                     | 監督         |          |
| 1968年 | 8月1日   | 怪獣総進撃                                 | 東宝                                                               | 馬淵薫 本多猪四郎             | カラー シネマスコープ 89分                      | 監督         |          |
| 1969年 | 7月26日  | 緯度0大作戦                                | 東宝 ドン・シャープ・プロダクション （東宝）                       | 関沢新一 テッド・シャードマン | カラー シネマスコープ 89分                      | 監督         |          |
| 1969年 | 12月20日 | ゴジラ・ミニラ・ガバラ オール怪獣大進撃    | 東宝                                                               | 関沢新一                      | カラー シネマスコープ 70分                      | 監督         |          |
| 1970年 | 8月1日   | ゲゾラ・ガニメ・カメーバ 決戦!南海の大怪獣 | 東宝                                                               | 小川英                        | カラー シネマスコープ 84分                      | 監督         |          |
| 1975年 | 3月15日  | メカゴジラの逆襲                           | 東宝映像美術 （東宝）                                              | 髙山由紀子                    | カラー シネマスコープ 83分                      | 監督         |          |
| 1980年 | 4月26日  | 影武者                                     | 東宝映画 黒澤プロダクション （東宝）                               | 黒澤明 井手雅人               | カラー ビスタビジョン 179分                     | 監督部チーフ |          |
| 1985年 | 6月1日   | 乱                                         | グリニッチ・フィルム ヘラルド・エース （東宝）                     | 黒澤明 小國英雄 井手雅人      | カラー ビスタビジョン 162分                     | 演出補佐     |          |
| 1990年 | 5月25日  | 夢                                         | 黒澤プロダクション （ワーナー・ブラザース）                        | 黒澤明                        | カラー ビスタビジョン 120分                     | 演出補佐     |          |
| 1991年 | 5月25日  | 八月の狂詩曲                               | 黒澤プロダクション フィーチャーフィルムエンタープライズII （松竹） | 黒澤明                        | カラー ビスタビジョン 97分                      | 演出補佐     |          |
| 1993年 | 4月17日  | まあだだよ                                 | 大映 電通 黒澤プロダクション （東宝）                              | 黒澤明                        | カラー ビスタビジョン 134分                     | 演出補佐     |          |

### テレビ作品
- 新婚さん（1967年、TBS）[91]
  - 第10話「女はそのとき」（1月7日）
  - 第14話「許してね母さん」（2月4日）
- 夫よ男よ強くなれ（1969年、NET）[91]
  - 「あなた社長命令よ」（10月9日[要出典]）
  - 第5話「南々西に行くのよ!」（10月30日）
- 帰ってきたウルトラマン（1971年-1972年、TBS）
  - 第1話「怪獣総進撃」（1971年4月2日）
  - 第2話「タッコング大逆襲」（4月9日）
  - 第7話「怪獣レインボー作戦」（5月14日）
  - 第9話「怪獣島SOS」（5月28日）
  - 第51話「ウルトラ5つの誓い」（1972年3月31日）
- ミラーマン（1971年-1972年、フジテレビ）
  - 第1話「ミラーマン誕生」（12月5日）
  - 第2話「侵略者は隣りにいる」（12月12月）
- 緊急指令10-4・10-10（1972年、NET）
  - 第5話「カブト虫殺人事件」（8月31日）
  - 第6話「アマゾンの吸血鬼」（8月7日）
  - 第20話「怪鳥ラゴンの襲撃」（11月13日）
  - 第21話「宇宙から来た暗殺者」（11月20日）
- サンダーマスク（1972年、日本テレビ）
  - 第1話「見よ！暁の二段変身」（1972年10月3日）
  - 第2話「魔獣をあやつる少年」（10月10月）
  - 第4話「魔王冷凍作戦」（10月24日）
  - 第5話「吸血半魚人の復讐」（10月31日）
  - 第14話「魔獣を呼ぶけむり」（1973年1月2日）
  - 第15話「死の汽笛だ デーゴンH」（1月9日）
- 流星人間ゾーン（1973年、日本テレビ）
  - 第3話「たたけ！ガロガの地底基地」（4月16日）
  - 第4話「来襲！ガロガ大軍団 ゴジラ登場」（4月23日）[14]
  - 第12話「恐獣基地 地球へ侵入！」（6月18日）
  - 第13話「戦慄！誕生日の恐怖」（6月25日）
  - 第18話「指令 日本列島爆破せよ」（7月30日）
  - 第19話「命令 K彗星で地球をこわせ」（8月6日）
  - 第23話「大恐獣バクゴンの秘密」（9月3日）
  - 第24話「針吹き恐獣ニードラーを倒せ」（9月10日）

### その他
- 魔法の水車・サンポ（1958年制作・1962年日本公開、ソ連・フィンランド合作映画） - 日本語版監修[91]
- 東宝怪獣・SF百科（1984年、ビデオ作品全11巻） - 構成・演出[91]
- 現代ゴルフ百科 Beautiful Shot（ネスコ、東宝製作） - 脚本・監督[91]

### 未制作作品
- スペース・モンス（1962年）
- フランケンシュタイン対ガス人間（1963年）
- 続 キングコング対ゴジラ（1963年）
- フランケンシュタイン対ゴジラ（1964年）
- バットマン対ゴジラ（1965年?）
- 空飛ぶ戦艦（1966年）
- 大魔神 （1984年?）[93]
- シン・ゴジラ（1992年）[注釈 8]
- 裸の泉[84]
- 再会[84]
- バイオリン協奏曲[84]
- 鉄路の十字架[84]
- 開墾の記[84]
- 知床物語[84]
- 今日もまたわれ大空にあり[84]

## 映画の出演作
- 漂流教室（1987年、監督：大林宣彦、原作：楳図かずお） - 高松家のお爺ちゃん 役
- やるときゃやるぜ! COME BACK HERO（1987年、監督：山名兌二）
- 異人たちとの夏（1988年、監督：大林宣彦、原作：山田太一）- 八つ目うなぎ屋の親爺 役
- 映画の肖像 黒澤明 大林宣彦 映画的対話（1990年、監督：大林宣彦）- 黒澤明監督の映画『夢』の制作過程を記録したドキュメンタリー作品
- 女ざかり（1994年、監督：大林宣彦）- 山村元首相 役 ※写真出演

## 著書
- 『「ゴジラ」とわが映画人生』（1994年、実業之日本社） ISBN 4408394378
  - 1986-87年にかけてのインタビューをまとめたもの。取材者の山本真吾はあとがきで、第一稿をまとめた後にさらに詳しいインタビューを行う予定であったことを述べている。
  - 新版は2010年に、ワニブックス【PLUS】新書、ISBN 978-4-8470-6027-4。長男・本多隆司が「新書あとがき」を寄稿。

### 評伝
- 切通理作『本多猪四郎 無冠の巨匠』（2014年、洋泉社）
- 小林淳『本多猪四郎の映画史』（2015年、「叢書・20世紀の芸術と文学」アルファベータブックス）ISBN 4865980032
- 樋口尚文『グッドモーニング、ゴジラ 監督本多猪四郎と撮影所の時代』（2011年、国書刊行会）。参考文献・下記は旧版